# Small Arms Master Plan
Der Small Arms Master Plan (dt. „Übersichtsplan für Handfeuerwaffen“; abgekürzt SAMP) war ein US-amerikanisches Entwicklungsprogramm in den 1990er-Jahren, in dem revolutionäre neue Infanteriewaffen für die United States Army erarbeitet werden sollten, was teilweise misslang.
Die Abkürzung OICW (Objective Individual Combat Weapon) wird oft auch für das Gewehr HK XM29 verwendet, das unter anderem aus diesem Programm hervorging. Das Programm inspirierte auch andere Länder, welche daraufhin ebenfalls an solchen Waffensystemen forschen.

## Geschichte

### Prolog
Im Jahre 1948 gründete die US-Armee das zivile Operations Research Office (ORO), um wie das Vereinigte Königreich Operations Research zu betreiben. Eines ihrer ersten Projekte war das Project ALCLAD, welches sich mit Körperpanzerung beschäftigte. Um vernünftige Forschungsergebnisse zu produzieren, mussten aber erst mehr Informationen über Verletzungen während eines Gefechtes gesammelt werden. Deshalb wurden über 3 Millionen Gefechtsberichte des Ersten und Zweiten Weltkrieges analysiert. In den Jahren darauf wurden eine Reihe von Ergebnissen veröffentlicht.
Die Schlussfolgerung war, dass die meisten Kämpfe auf kurze Entfernung stattfinden. In einem hoch mobilen Krieg (Blitzkrieg) treffen Kampfteams beider Seiten oft überraschend aufeinander, das Team mit der meisten Feuerkraft ging meistens als Sieger hervor. Sie fanden ebenso heraus, dass die Wahrscheinlichkeit, im Kampf getroffen zu werden, rein zufällig war. Genaues Zielen machte wenig Unterschied, da das Ziel meist nicht stillstand oder sich in Deckung befand. Die Zahl der Verwundeten im Kampf war ungefähr proportional zur Anzahl der abgefeuerten Geschosse. Andere Studien über das Verhalten von US-Soldaten zeigten, dass 2/3 ihre Waffe niemals im Gefecht abgefeuert hatten, im Gegensatz dazu hatten Soldaten mit Schnellfeuerwaffen (Maschinenpistole, Maschinengewehr) überproportional oft gefeuert.

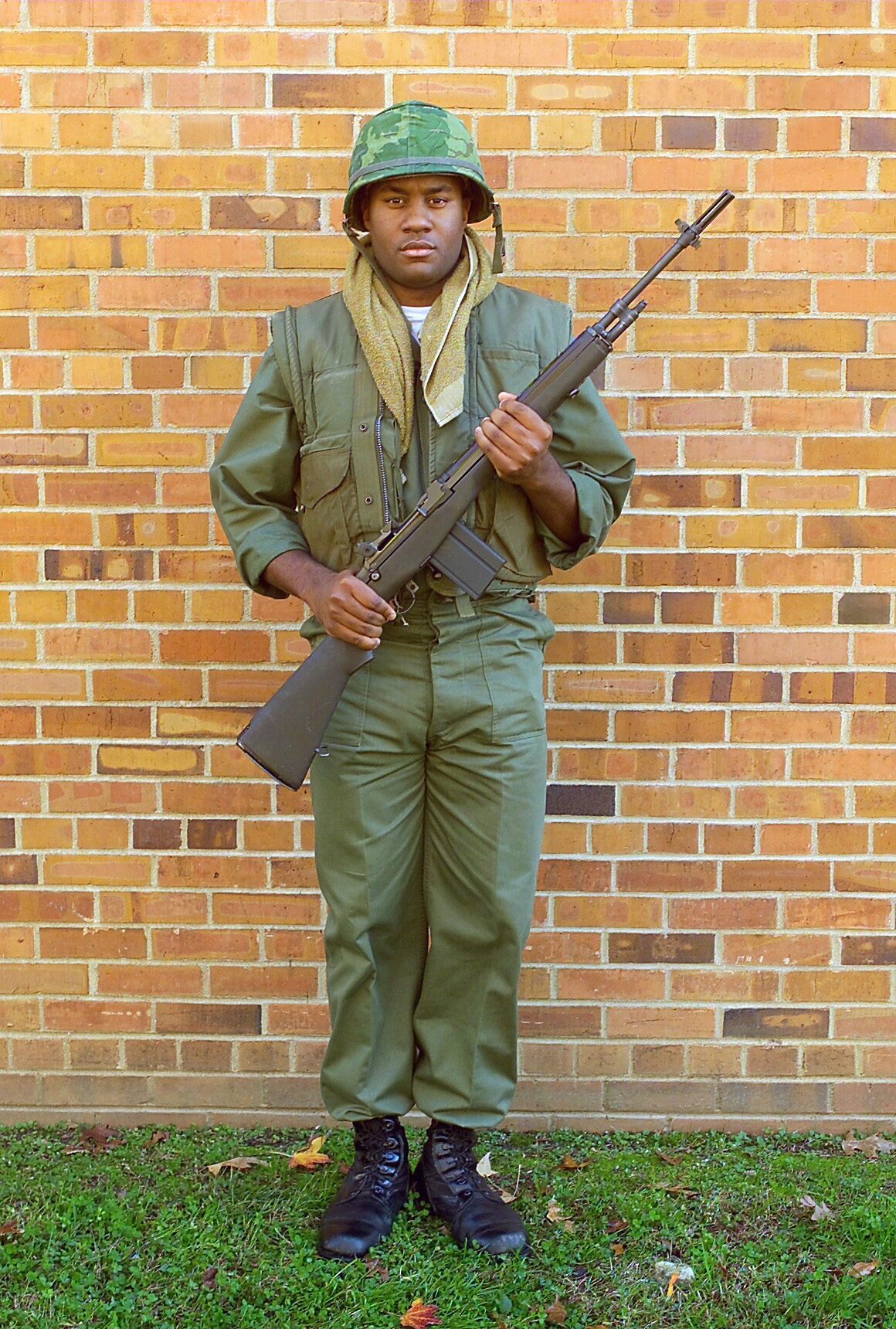
Soldat der Marines mit M14-Gewehr

Dies führte zu folgenden Schlussfolgerungen:
1. Die Soldaten sollten mit einer Schnellfeuerwaffe ausgerüstet werden
2. Die Soldaten sollten soviel Munition wie möglich mitnehmen, dies bedingte ein leichtes Gewehr und leichte Munition, da die Anzahl abgefeuerter Geschosse zur Zahl der verwundeten Gegner proportional war, unabhängig vom Kaliber

Die Waffen der damaligen Zeit waren für diesen Zweck ungeeignet. Das M14 war zu groß und zu schwer, ebenso die 7,62 × 51-mm-NATO-Munition, die es verwendete.
Aufgrund dieser Schlussfolgerungen wurde von Colonel René Studler, U.S. Army Ordnance's Chief of Small Arms Research and Development, eine Anfrage an den Aberdeen Proving Ground nach einem kleineren Kaliber geschickt. Eine Gruppe von Mitarbeitern unter Direktor Donald Hall schlug daraufhin das Kaliber 5,59 mm als Ordonnanzpatrone vor. Einige seiner Mitarbeiter, namentlich William C. Davis, Jr. und Gerald A. Gustafson, begannen mit der Entwicklung von experimentellen Patronen im Kaliber 5,56 mm. 1955 wurde ihr Antrag für Forschungsgelder aber abgelehnt.

### Projekt SALVO
Eine neue Studie, das Projekt SALVO, beschäftigte sich damit, ein Waffendesign für reale Gefechtssituationen zu entwickeln. Das Projekt lief von 1953 bis 1957 in zwei Phasen. In der ersten Phase schlussfolgerte die Studie, dass eine Waffe, die vier Schüsse in kurzer Zeit in einen Kreis mit 500 mm Durchmesser schießen könne, die Trefferwahrscheinlichkeit von halbautomatischen Waffen verdoppeln würde.

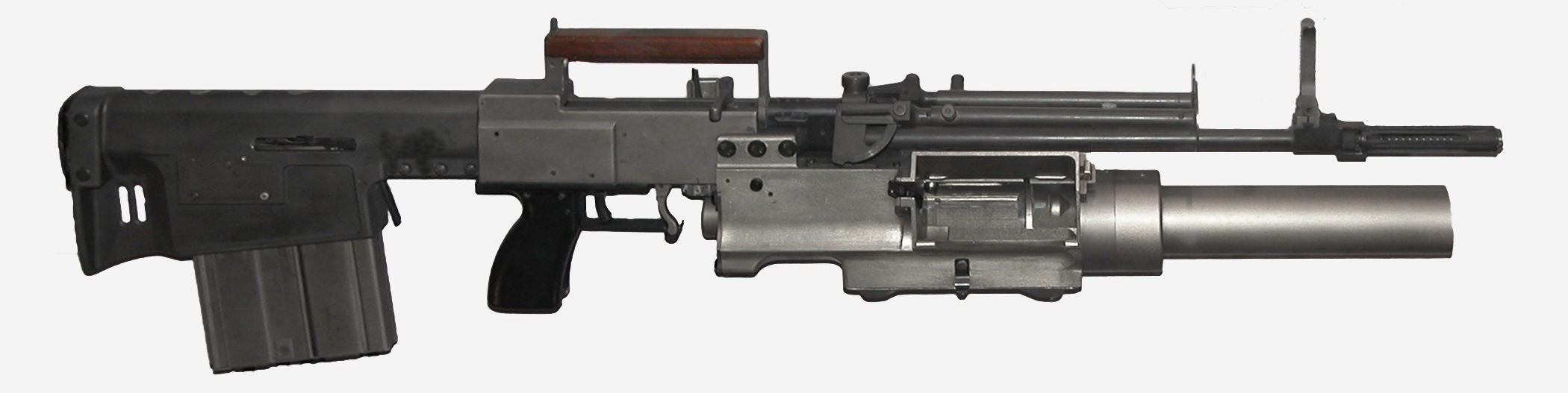
Ein Springfield Armory SPIW Prototyp, ca. 1964

In der zweiten Phase, SALVO II, wurden einige Prototypen der nun als Special Purpose Individual Weapon (SPIW) bezeichneten Waffen getestet. Irwin Barr von der AAI Corporation entwickelte eine Reihe von Flechettegeschossen, beginnend mit einer Schrotpatrone, die 32 Pfeile enthielt, bis zu einer Einzelpatrone. Winchester und Springfield boten Waffen mit mehreren Läufen an, während das Operations Research Office Duplexgeschosse testete. Keines dieser Gewehre war letzten Endes erfolgreich, da alle zu komplex und zu schwer waren.

### M16

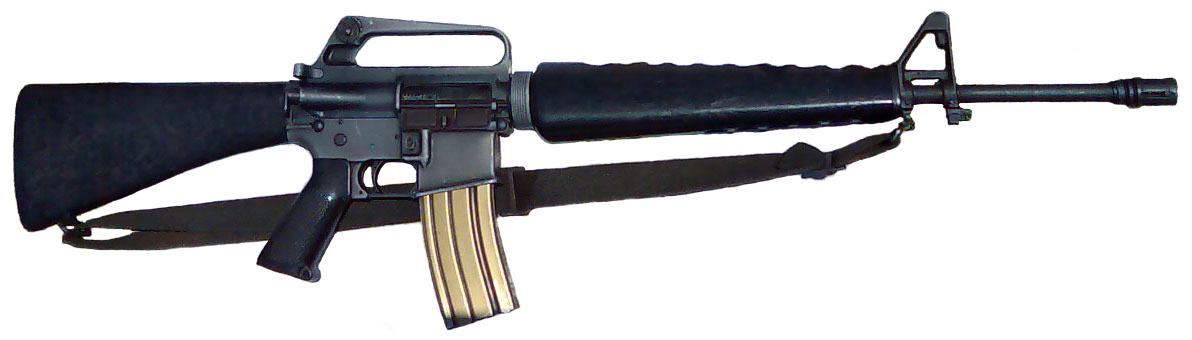
M16A1-Gewehr mit 30-Schuss-Magazin im Kaliber 5,56 mm

Als die US-Regierung 1957 die Firma ArmaLite mit der Entwicklung einer Reihe von Testmodellen beauftragte, griff diese auf das bereits 1955 durch Eugene Stoner entwickelte AR-10 im Kaliber 7,62 × 51 mm NATO zurück. Als Ergebnis konnte 1958 das Modell AR-15 zu Erprobungszwecken an die United States Army geliefert werden. Es verwendete das Kaliber .223, das am Aberdeen Proving Ground entwickelt worden war, bis 1955 die Forschungsgelder gestrichen wurden. Das Waffengehäuse besteht aus einer Leichtmetalllegierung und der gerade Schaft aus Kunststoff. Während der Entwicklung der Waffe wurde auch ein Prototyp mit einem Kompositlauf aus einer Aluminiumlegierung mit Stahlkern getestet, dieser erwies sich in Tests jedoch als nicht dauerfest genug. Die Waffe ist mit anfangs 2,5 kg (leer) deutlich leichter als das M14, ebenso die 5,56 × 45-mm-NATO-Munition. Das Leergewicht der Waffe erhöhte sich im Laufe der Entwicklung auf 3,8 kg. Das M16 ist somit das direkte Resultat der ORO-Studie.

### Close-Assault-Weapon-System-Programm

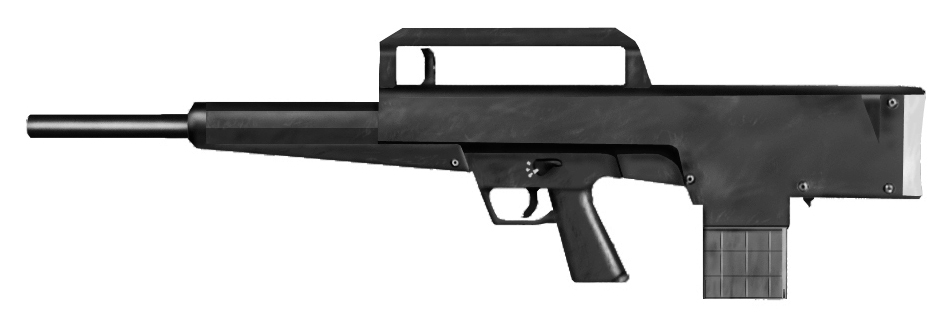
HK CAWS

Das CAWS-Programm begann in den frühen 1980er-Jahren. Das Ziel war, eine neue Generation von Feuerwaffen zu entwickeln, die ähnlich wie ein Schrotgewehr viele Projektile mit einem einzigen Schuss abfeuern konnten, allerdings mit wesentlich geringerer Streuung, so dass die effektive Reichweite bei 100 bis 150 Metern liegen sollte. Gemäß dem Gedanken des SALVO-Projektes würde so die Trefferquote erhöht. Heckler & Koch entwickelte die Waffe, Winchester Corp. USA die Munition. Die Waffe wurde vom US-Militär getestet, das Projekt aber abgebrochen.

### Advanced-Combat-Rifle-Programm

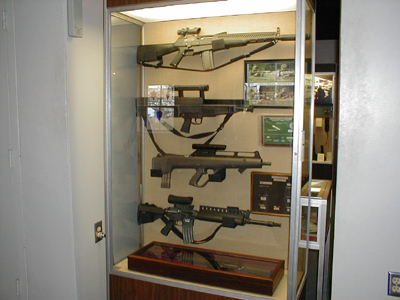
Von oben nach unten: ACR von AAI, HK, Steyr, und Colt

Im Februar 1986 wurde ein Ersatz für das M16-Gewehr gesucht. In Phase I wurden zwei Teams ausgesondert:
- Eugene Stoner’s Ares Incorporated mit ihrem Advanced Individual Weapon System (AIWS), das ein 5-mm-Leuchtspurgeschoss verwendete. Das AIWS hatte dasselbe Verschlusssystem wie das Steyr ACR und verwendete Teleskoppatronen.

- McDonnell Douglas Helicopter Systems: Sie wollten eine Patrone mit Plastikhülse verwenden, die drei Flechettes enthielt.

Im August 1989 begann Phase III. Folgende Waffen wurden getestet:
- AAI Corporation ACR: Die Waffe hatte ein konventionelles Aussehen und verwendete Flechettemunition in einer 5,56 × 45-mm-NATO-Hülse. Sie konnte ausschließlich 3-Schuss-Feuerstöße abgeben. Durch das geringere Munitionsgewicht von Flechettes hätte der Schütze mehr mitführen können.
- HK G11: Bei der Entwicklung der Waffe legte man besonderen Wert auf den Dreischussfeuerstoßmodus, um eine hohe Trefferwahrscheinlichkeit (siehe SALVO) zu gewährleisten. Die Waffe muss dabei die Projektile sehr schnell hintereinander abfeuern, damit die Wirkung des Rückstoßes auf den Schützen erst nach dem dritten Schuss spürbar wird. Dies wurde durch eine Kadenz von 2000 Schuss/min erreicht. Durch die hülsenlose Munition hätte der Schütze ebenfalls mehr Munition mitführen können.

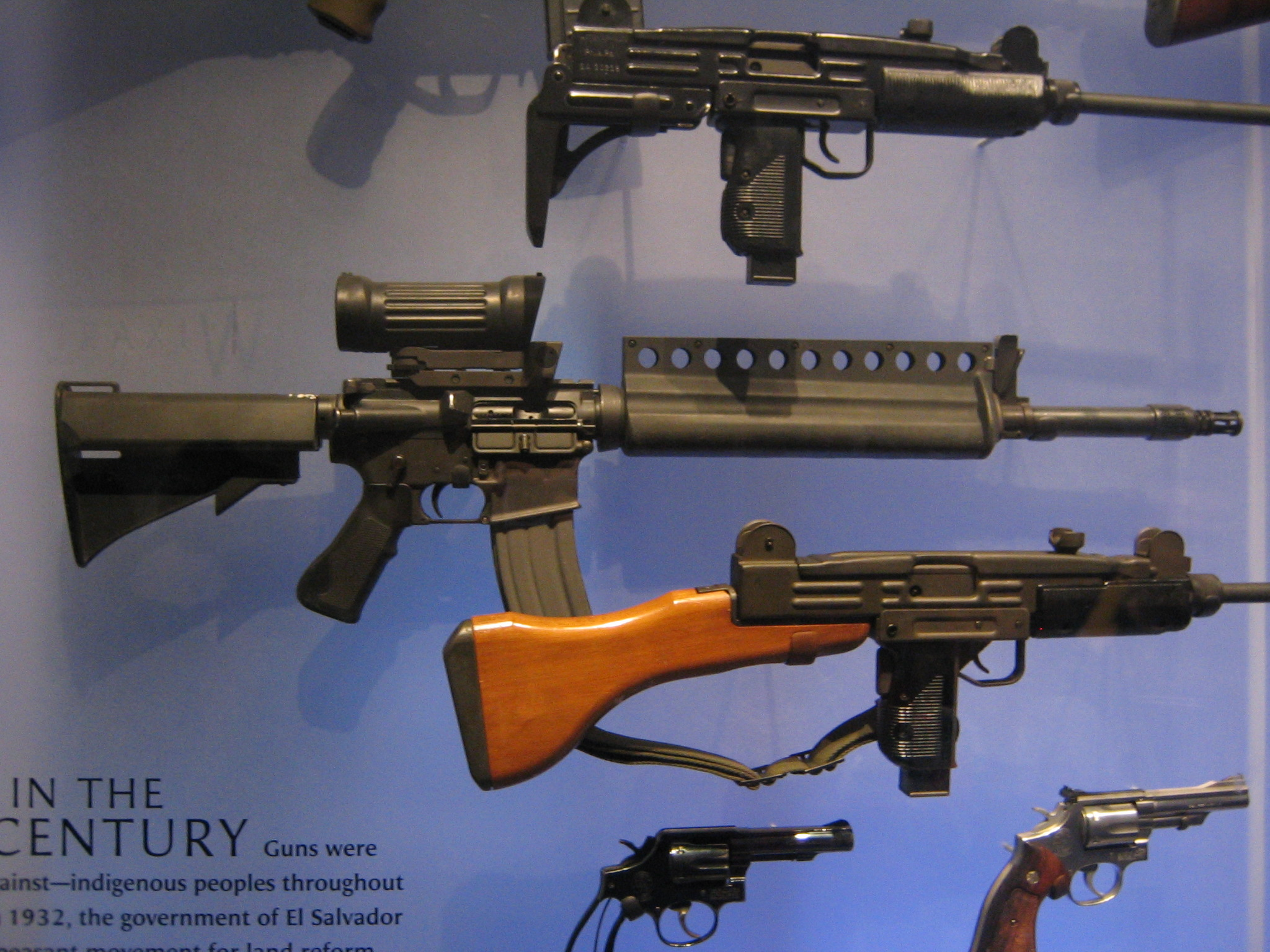
Colt ACR/M16A2E2

- Steyr ACR: Ebenfalls ein Flechettegewehr, aber im Bullpup-Design. Durch das geringere Munitionsgewicht von Flechettes hätte der Schütze mehr mitführen können.
- Colt ACR: Modifiziertes M16 mit Rotpunktvisier, das Duplexgeschosse verschießt. Die Duplexgeschosse aus Wolframcarbid sollten die Trefferquote erhöhen.

Trotz Programmkosten von fast 300 Millionen US-Dollar konnte kein Ersatz für das M16 gefunden werden, da keines der Gewehre die geforderte Kampfwertsteigerung von 100 % gegenüber dem M16 erfüllen konnte.

## Small Arms Master Plan
1986 veröffentlichte die US Army Infantry School in Fort Benning ein Small Arms System 2000 (SAS-2000) genanntes Papier, das zu dem Schluss kam, dass konventionelle Handfeuerwaffen ihren technischen Höhepunkt erreicht hatten. Trotz des damaligen Trends zu hülsenloser Munition und Flechettewaffen, der durch das Advanced Combat Rifle Programm gesetzt wurde, stellte das Dossier fest, dass sich eine Weiterentwicklung von konventionellen Waffen, die ihre Energie aus Masse und Mündungsgeschwindigkeit des Projektils beziehen, nicht lohnt, da alle vorangegangenen Versuche erfolglos geblieben waren. Wie die ORO-Studie gezeigt hatte, kann die Effektivität einer solchen Waffe nur durch das Mitführen einer größeren Menge Munition gesteigert werden; dem sind durch Flechettes und hülsenloser Munition Grenzen gesetzt. Die Trefferquote solcher Waffen lässt sich nur durch Feuerstöße hoher Kadenz bei möglichst geringem Verziehen der Waffe steigern, was nur das HK G11 unter hohem technischen Aufwand beherrschte. Der Vietnamkrieg zeigte zudem, dass ein normaler Schütze im Schnitt 50.000 Schuss verbraucht, um einen gegnerischen Soldaten auszuschalten, was einer Trefferquote von 0,002 % entspricht. Dies liegt, wie die ORO-Studie der 1950er-Jahre schon anmerkte, daran, dass das Ziel nicht stillsteht oder sich in Deckung befindet. Gesucht wurde nun also eine Waffe, welche die Trefferquote erhöhen sollte sowie die Fähigkeit besaß, Ziele in Deckung anzugreifen. Diese Effektivitätssteigerung der Waffen wäre möglich, indem sie mit Hilfe eines fortschrittlichen Ballistikcomputers hochexplosive Projektile mit einstellbarem Zeitzünder verschießen würden.
Während sich zu dieser Zeit die Waffenforschung der USA überwiegend am ACR-Programm orientierte, wurde die Idee des SAS-2000 durch ein anderes Militärpapier gestützt, das 1989 am US Army Training and Doctrine Center veröffentlicht wurde. In diesem Positionspapier, genannt The Small Arms Master Plan, wurde eine „Objective“ genannte Waffenfamilie gefordert, bestehend aus:
- Sturmgewehr (Objective Individual Combat Weapon (OICW))
- persönlicher Verteidigungswaffe (Objective Personal Defense Weapon (OPDW))
- Maschinengewehr (Objective Crew Served Weapon (OCSW))
- Scharfschützengewehr (Objective Sniper Weapon (OSW)).[5]

Das Papier forderte, dass das Sturmgewehr den neusten Stand der Technik im Bereich Computertechnik, Visiere und Granaten aufweisen und ein konventionelles Gewehr sowie einen Granatwerfer in einer Waffe vereinen müsse. Als Beschaffungstermin wurde – sehr optimistisch – das Jahr 2000 gewählt.
Die zentrale Idee war also, eine Waffe zu bauen, die Ziele durch in der Luft zündende Granaten bekämpfen und auf diese Weise auch Ziele hinter Deckungen und in Gebäuden ausschalten kann. Durch den Explosionsradius der Granate würde außerdem die Trefferquote erhöht, punktgenaues Zielen wäre somit überflüssig. Die Munition sollte kleiner sein als bisher existierende Granaten für Granatwerfer.
Das Problem einer solchen Waffe besteht in erster Linie darin, dass die Entfernung zum Ziel mit einem Laserentfernungsmesser sehr genau gemessen werden muss, was auf größere Entfernungen problematisch wäre, da der Schütze unter Gefechtsbedingungen oft nicht so genau zielen kann. Das Problem wäre demnach nur vom Schießen auf das Lasern verlagert worden, denn wenn der Schütze das Ziel zum Lasern exakt anvisieren muss, könnte er auch gleich mit einem Gewehr darauf schießen. Ferner ergibt sich das Problem, dass bei sich bewegenden Zielen die Entfernung permanent zusätzlich zur Bewegung des Ziels in der Vertikalen und Horizontalen gemessen werden muss, um den Vorhaltepunkt für den Schützen in Echtzeit zu berechnen. Die Herausforderung beim Bau einer solchen Waffe liegen also beim Ballistikcomputer. Das Problem wurde gelöst, indem der Ballistikcomputer mit einer intelligenten Bildverarbeitung und mit einem Laserentfernungsmesser (LEM) ausgestattet wurde, der vom Computer schwenkbar ist. Der Schütze muss lediglich in die Nähe des Ziels zielen und die LEM-Taste betätigen, der Ballistikcomputer richtet den Laser automatisch auf das der Visierlinie am nächsten gelegene Ziel aus. Konstruktionsbedingt muss die Waffe einen integrierten Nachtsichtmodus besitzen, da Nachtsichtaufsätze mit einer Lösung mit schwenkbarem Laser nicht vereinbar sind.

### Objective Individual Combat Weapon
Das OICW war als Ordonnanzwaffe für jeden an der Front kämpfenden Soldaten gedacht. Es kombiniert – wie vom Small Arms Master Plan gefordert – eine Granatwaffe mit einem konventionellen Sturmgewehr. Die Überlegungen resultierten im Joint Service Small Arms Master Program (JSSAP), das teilstreitkräfteübergreifend eine Infanteriewaffe forderte, welche:
1. von einem Soldaten bedient werden kann
2. Granatwaffe und kinetischen Part (Gewehr) in einem System kombiniert
3. luftzündende Granaten verschießt
4. Punktziele in 500 m bekämpfen kann
5. Flächenziele in 1000 m bekämpfen kann
6. maximal 838 mm lang ist
7. 6 Granaten und 30 Schuss ohne Nachladen verschießen kann
8. geladen maximal 6,35 kg wiegen darf

In der ersten Ausschreibung traten zwei Teams gegeneinander an:
- ATK und Heckler & Koch: Ihre Waffe war groß und sperrig, da sie beide Läufe nebeneinander setzte und auf eine Bullpup-Bauweise verzichtete. Der kinetische Part hatte ein Stangenmagazin vor dem Abzug, die 20-mm-Granaten wurden aus einer Revolvertrommel abgefeuert. Die Waffe verfügte über ein integriertes Wärmebildgerät.
- Colt Defense und AAI Corporation:[6] Ihre Waffe war kleiner und kompakter und mit 5,45 kg Leergewicht vergleichsweise leicht. Der kinetische Part, ein M4, und die im Bullpup-Design konstruierte Granatwaffe steckten in einem Gehäuse. Die Granaten waren leicht versetzt in Längsrichtung im Magazin angeordnet, so dass die Schulterstütze kompakt konstruiert werden konnte. Die Waffe verfügte für den Nachtkampf lediglich über ein integriertes Nachtsichtgerät, es konnte aber noch ein externes Wärmebildgerät auf dem Ballistikcomputer montiert werden. Die Granaten hatten Gefechtsköpfe aus Wolframcarbid, um die Effektivität zu steigern. Als Besonderheit waren die Granaten fest mit ihrer Hülse verbunden, die Treibgase strömten über Löcher im Hülsenboden aus, ähnlich den russischen GP-30-Granaten. Durch die niedrigeren Drücke konnte die Granatwaffe als Rückstoßlader konstruiert werden.

Die Gewinner der ersten Ausschreibung für das Projekt waren im Dezember 1994 ATK und Heckler & Koch mit dem HK XM29. Das Projekt konzentrierte sich darauf, eine 20-mm-Granatwaffe mit programmierbarer Munition in verschiedenen Konfigurationen zu testen, beispielsweise mit einer MP7, einem G36K oder alleine ohne kinetische Gruppe. Diese Tests fanden 1996/1997 statt, dabei wurde auch entschieden, die Granatwaffe im Bullpup-Design zu bauen.

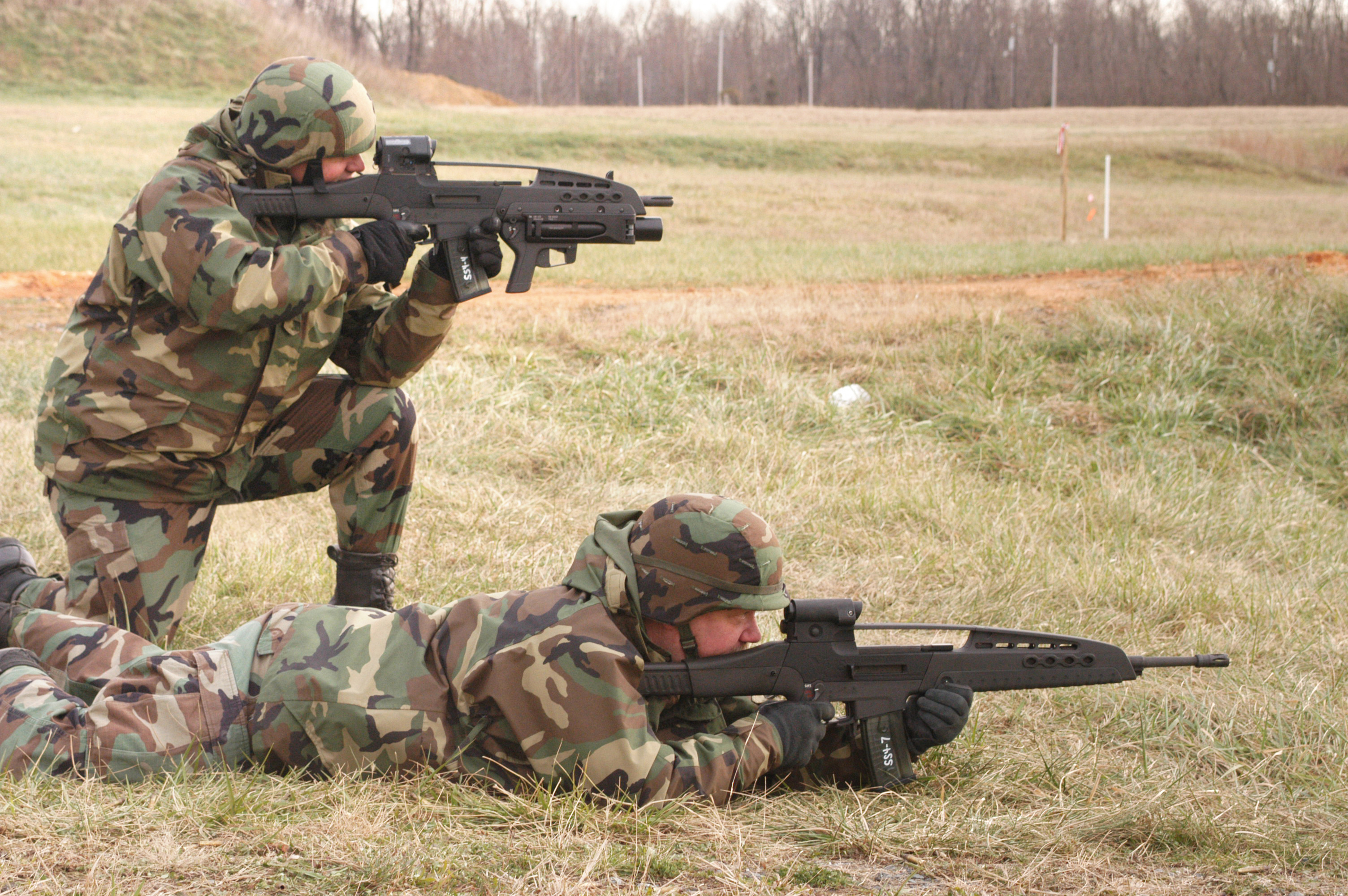
Increment 1: XM8 mit XM320 und XM8 Sniper im Test

Im April 1998 bis Ende Juni 1999 wurde die Granatwaffe in Fort Benning getestet. Am 29. September 1999 explodierte bei einem Prototyp eine 20-mm-Granate im Lauf der Waffe, was die Weiterentwicklung verzögerte.
Am 8. August 2000 erhielt ATK 95 Millionen US-Dollar zur Weiterentwicklung der Waffe, das Design (Kompaktsturmgewehr + Granatwaffe im Bullpupdesign) wurde festgelegt und als XM29 bezeichnet. Jedoch hatte die Waffe mit Problemen zu kämpfen: Sie war zu schwer und die verwendeten XM1018-Granaten erwiesen sich in Tests als zu schwach. Dies brachte die US-Armee dazu, neue Waffen zu entwickeln und das XM29-Programm zu beenden.
Das OICW-Programm wurde daraufhin in drei Teile eingeteilt:
- Increment 1 (OICW 1):

siehe HK XM8
Eine Ausschreibung für eine kinetische Waffe, die das M4, M16 und M249 ersetzen sollte. Am 31. Oktober 2005 wurde das Programm jedoch beendet, als Grund wurde angegeben:

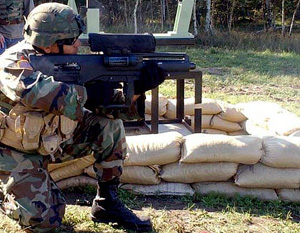
Increment 2: 25 × 40-mm-Granatwaffe

“This action has been taken in order for the Army to reevaluate its priorities for small caliber weapons, and to incorporate emerging requirements identified during Operation Enduring Freedom and Operation Iraqi Freedom. The Government will also incorporate studies looking into current capability gaps during said reevaluation.”

„Diese Maßnahme [der Abbruch des Programms, Anm. d. Übers.] wurde getroffen, damit die Army ihre Anforderungen an kleinkalibrige Waffen neu bewerten und dringende Erfordernisse einarbeiten konnte, die während der Operationen Enduring Freedom und Iraqi Freedom festgestellt wurden. Außerdem wird die Regierung während dieser Neubewertung Studien einbeziehen, die die Probleme in der derzeitigen Leistungsfähigkeit betrachten.“

- Increment 2 (OICW 2):

siehe XM25
Das Increment 2 ist ein Granatwerfer ohne kinetische Gruppe. Diese Waffe setzt mit der 25 × 40-mm-Munition größere Granaten ein als das ursprüngliche XM29 und ist als Unterstützungswaffe konzipiert. 2005 wurde die Waffe getestet, 2010 wurde sie in Dienst gestellt. Im Jahr 2018 beendete die United States Army das Programm.
- Increment 3:

siehe HK XM29
Die Kombination aus OICW 1 und OICW 2 sollte Increment 3 ergeben, eine Waffe, die eine kinetische Gruppe besitzt und Granaten verschießen kann. Das Programm wurde eingestellt, nachdem Increment 1 gestrichen wurde.

### Objective Crew Served Weapon

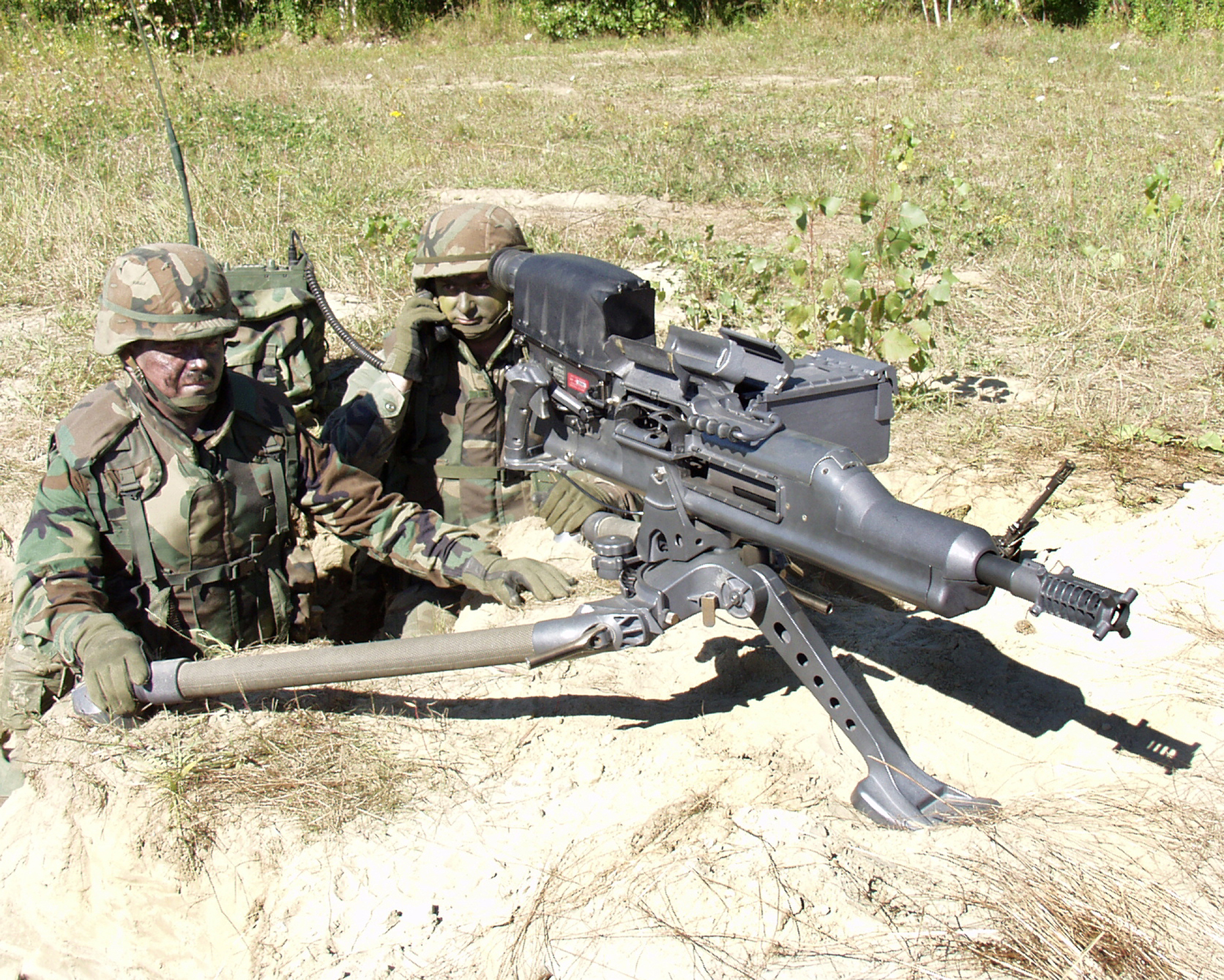
XM307 mit zwei Mann

Die OCSW sollte ein Ersatz für mittlere und schwere Maschinengewehre sein. Es wurde eine Waffe gefordert, die:
1. von zwei Mann bedient und transportiert werden kann
2. Punktziele in 1000 m bekämpfen kann
3. Flächenziele in 2000 m bekämpfen kann
4. luftzündende Granaten verschießen kann
5. Dauerfeuer schießen kann
6. lafettiert schießt

Sie basiert auf der gleichen Technik wie das OICW, verschießt aber größere 25 ×59-mm-Granaten mit einer höheren Mündungsgeschwindigkeit. Als Maschinenwaffe besitzt es die Fähigkeit, mit 260 Schuss/min Dauerfeuer zu schießen, die Munition wird dabei mit einem Gurt zugeführt. Während der Erprobung gab es einen schweren Unfall, bei dem eine Granate im Lauf der Waffe explodierte. Die Waffe im Wert von 20.000 US-Dollar wurde zusammen mit dem elektronischen Feuerkontrollsystem (200.000 US-Dollar) komplett zerstört. Nach dem ansonsten erfolgreichen Projektverlauf wurde das Programm 2003 in Advanced Crew Served Weapon umbenannt und als XM307 bezeichnet. 2005 wurde eine ferngesteuerte Version in Entwicklung gegeben. Es wurde auch über eine „leichte MG“-Version nachgedacht, die von einem Soldaten transportiert und bedient werden kann; ohne Lafette, dafür mit Schulterstütze und Zweibein. Parallel zum XM307 mit Granaten wurde noch das XM312 entwickelt, welches dasselbe System ist, jedoch im Kaliber 12,7 × 99 mm NATO.
2007 beendete die US-Armee das Programm, nähere Gründe dafür wurden nicht bekannt gegeben.

### Objective Sniper Weapon
Nachdem bereits mit dem OICW eine Ordonnanzwaffe und mit dem OCSW ein Maschinengewehr mit den Merkmalen (luftzündenden Granaten, schwenkbarer Laserstrahl) entwickelt wurden, dachte man darüber nach, auch ein Scharfschützengewehr mit dieser Technik zu bauen. Gefordert wurde eine Waffe, die:
1. weniger als 5,9 kg wiegt
2. bis zu 2000 Meter weit schießen kann
3. eine Trefferquote von 100 % gegen Personen auf 1.000 m Entfernung hat
4. bis zu 1.200 m effektive Reichweite
5. mindestens 50 % Tötungswahrscheinlichkeit bei jeder Entfernung

Dafür wurde das M107 als Basis ausgewählt und für das Kaliber 25 × 59 mm modifiziert. Die Waffe wurde als Barrett XM109 bezeichnet. Sie diente lediglich zu Schusstests, es wurden keine Ballistikcomputer verwendet oder luftzündende Granaten verschossen.

### Objective Personal Defense Weapon

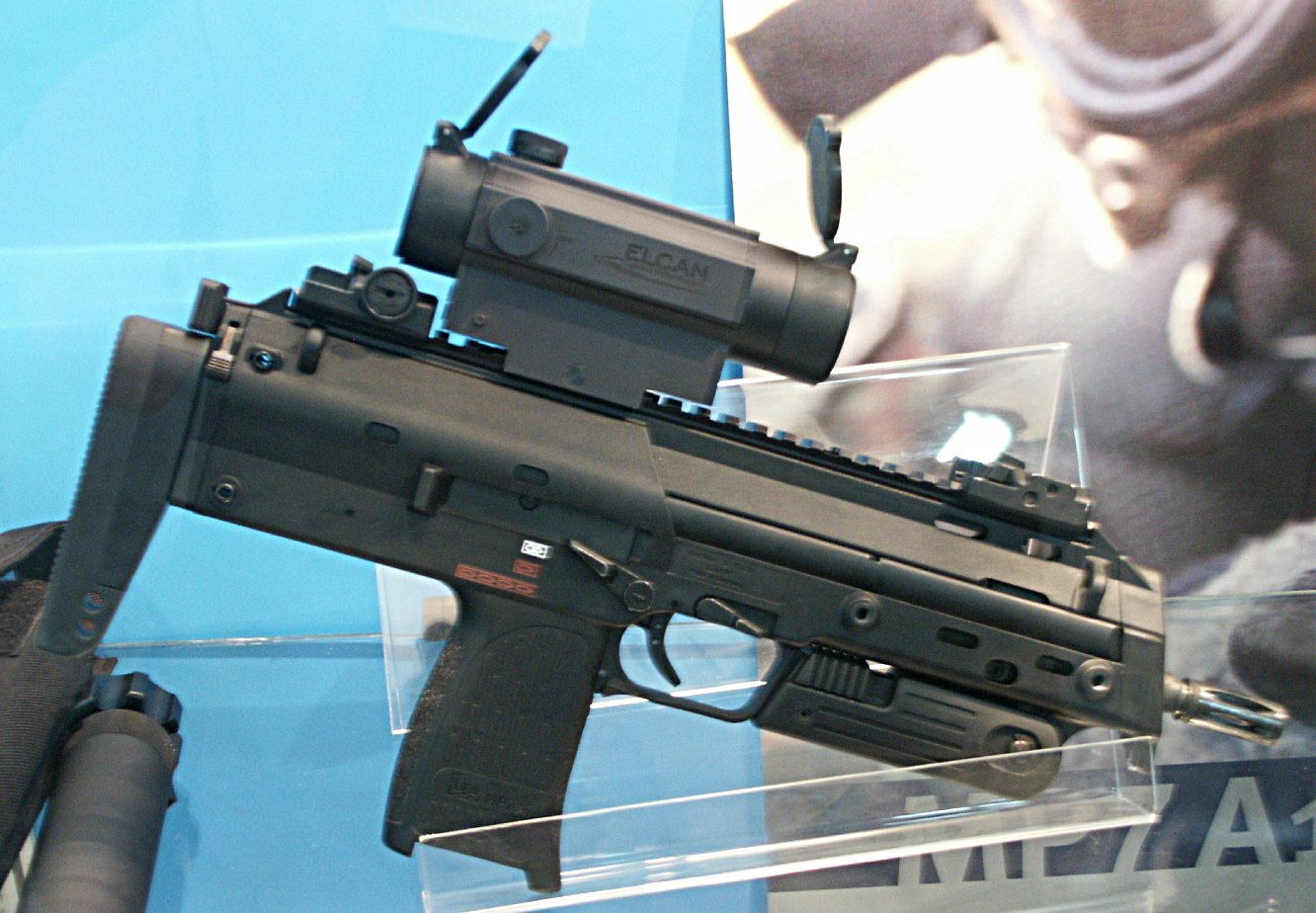
HK MP7

Da der Preis und die Komplexität einer OICW es nicht möglich machen, jeden Soldaten damit auszustatten, sollte die OPDW von allen anderen nicht an der Front kämpfenden Soldaten eingesetzt werden. Außerdem sollte sie kompakt und leicht sein, um den Träger so wenig wie möglich zu behindern, da dessen Funktion nicht der Kampf an der Front ist. Gefordert wurde eine Waffe, die:
1. weniger als 1,5 kg wiegt
2. verdeckt tragbar ist
3. eine geringe magnetische Signatur besitzt
4. auf 50 m CRISAT durchschlagen kann
5. maximal den Rückschlag von 9 × 19 mm aufweist

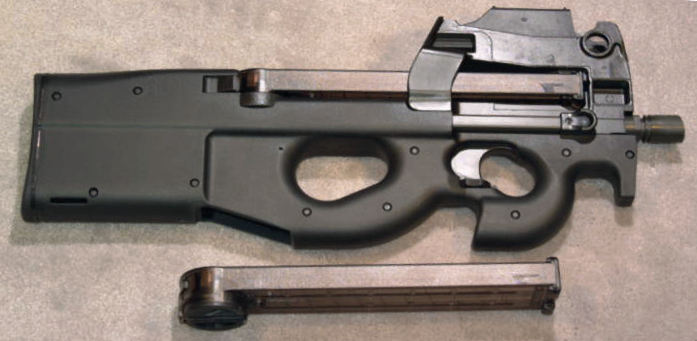
FN P90

1997 wurde noch hinzugefügt:
1. bis zu 200 m effektive Kampfentfernung
2. Möglichkeit zu Einzel- oder vollautomatischem Feuer
3. Ersatz für Pistolen und Maschinenpistolen
4. Einsatz gegen Weich- und Hartziele
5. modernste Technik

Um an der Ausschreibung teilnehmen zu können, entwickelten Heckler & Koch die HK MP7 im Kaliber 4,6 × 30 mm und FN Herstal die FN P90 im Kaliber 5,7 × 28 mm. Das Konzept einer Personal Defence Weapon ist mittlerweile etabliert. Jedoch haben sich die Vereinigten Staaten noch für kein Modell entschieden, deshalb zögern weitere NATO-Länder, um sich nicht für das „falsche“ Kaliber zu entscheiden.

### Ergebnisse

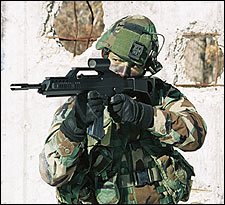
Frühes Modell des HK XM8

Obwohl das Ziel verfehlt wurde, eine Reihe revolutionär neuer Infanteriewaffen zu entwickeln, folgten aus den Bemühungen dennoch einige Neuentwicklungen:
Verschiedene OICW Konfigurationen
20-mm-Granatwerfer und 5,56-mm-Gewehr, nebeneinander
20-mm-Granatwerfer alleine
20-mm-Granatwerfer und 5,56-mm-Gewehr in übereinanderliegender Konfiguration
Verwendete Technik
XM1018 (HEAB High Explosive Air-Burst Munition)
HK XM8 Gewehr (kinetischer Part)
XM25 (25-mm-HEAB-Munition)
XM109 (25-mm-Scharfschützengewehr, Objective Sniper Weapon Prototyp)
XM307 ACSW (benutzt 25-mm-HEAB-Munition und andere, entspricht OCSW)
XM26 Lightweight Shotgun System
XM320 (40-mm-Granatwerfer)
Personal Defence Weapons

## Epilog
Das Objective Individual Combat Weapon Programm veranlasste auch andere Streitkräfte, an der Entwicklung ähnlicher Waffen zu forschen. Während die Vereinigten Staaten sich nun wieder der Entwicklung konventioneller Waffen zuwenden, laufen die Programme anderer Staaten noch, im Folgenden eine kleine Übersicht:

### Vereinigte Staaten
siehe Lightweight Small Arms Technologies
Nach dem Ende des Objective Individual Combat Weapon Programms startete die Army das Lightweight Small Arms Technologies-Programm. Dieses Programm widmet sich wieder der Weiterentwicklung konventioneller Waffen. So wird versucht, das Waffengewicht und das Gewicht der Munition zu senken, um mehr Munition am Mann mitführen zu können. Dabei wird das Verschlusssystem von Eugene Stoners Advanced Individual Weapon System (AIWS) des ACR-Programms verwendet, das auch im Steyr ACR Verwendung findet. Ebenso kommt die hülsenlose Teleskoppatrone des HK G11 zum Einsatz, ebenso die Technik der Plastikhülsen, die von McDonnell Douglas Helicopter Systems im ACR-Programm gezeigt wurde.

### Südkorea
siehe Daewoo K11
In Südkorea wurde das XK11 entwickelt. Die Waffe besitzt dieselbe Konfiguration wie das XM29, die 20-mm-Granatwaffe muss allerdings nach jedem Schuss mit einem Kammerstängel repetiert werden. Die Läufe von kinetischem Part und Granatwaffe sind etwas länger. Die Beschaffung begann 2010, erster Exportkunde sind die Vereinigten Arabischen Emirate.

### Australien
Das AICW ist ein Steyr AUG mit einem Metal-Storm-Granatlauf und Ballistikcomputer. Die Technik wird mit 40-mm-Granaten mit Aufschlagzünder erprobt, später sind andere Granaten mit Luftzündung denkbar, wie die 25 × 40-mm-Granaten des XM25.

### Frankreich
siehe PAPOP
Kombinationswaffe, die 5,56-mm-Munition im Bullpupdesign und 30/35-mm-Granaten aus einem darüber liegenden Lauf verschießen kann. Die Visierung ist komplett im Vorderschaft untergebracht, der Schütze zielt über ein HUD im Helm. Die Waffe soll nach 2010 beschafft werden.

### Sonstiges
Für das Future Force Warrior Konzept der US-Streitkräfte wurde eine Waffe präsentiert die neben einem kinetischen 4,6 × 30-mm-Part vier Fire-and-Forget-Lenkwaffen mit 15 mm Durchmesser verschießen können soll. Über konkrete Realisierungspläne ist nichts bekannt, ebenso wenig über die Machbarkeit des Konzeptes sowie die Fähigkeit Ziele in Deckung anzugreifen.